# Паспорт гражданина Кубы
Паспорт гражданина Кубы — основной документ, который выдаётся гражданам Кубы для совершения поездок за границу. Паспорт действителен на протяжении шести лет с момента выдачи. Срок действия паспорта можно продлить на два года.

## Галерея

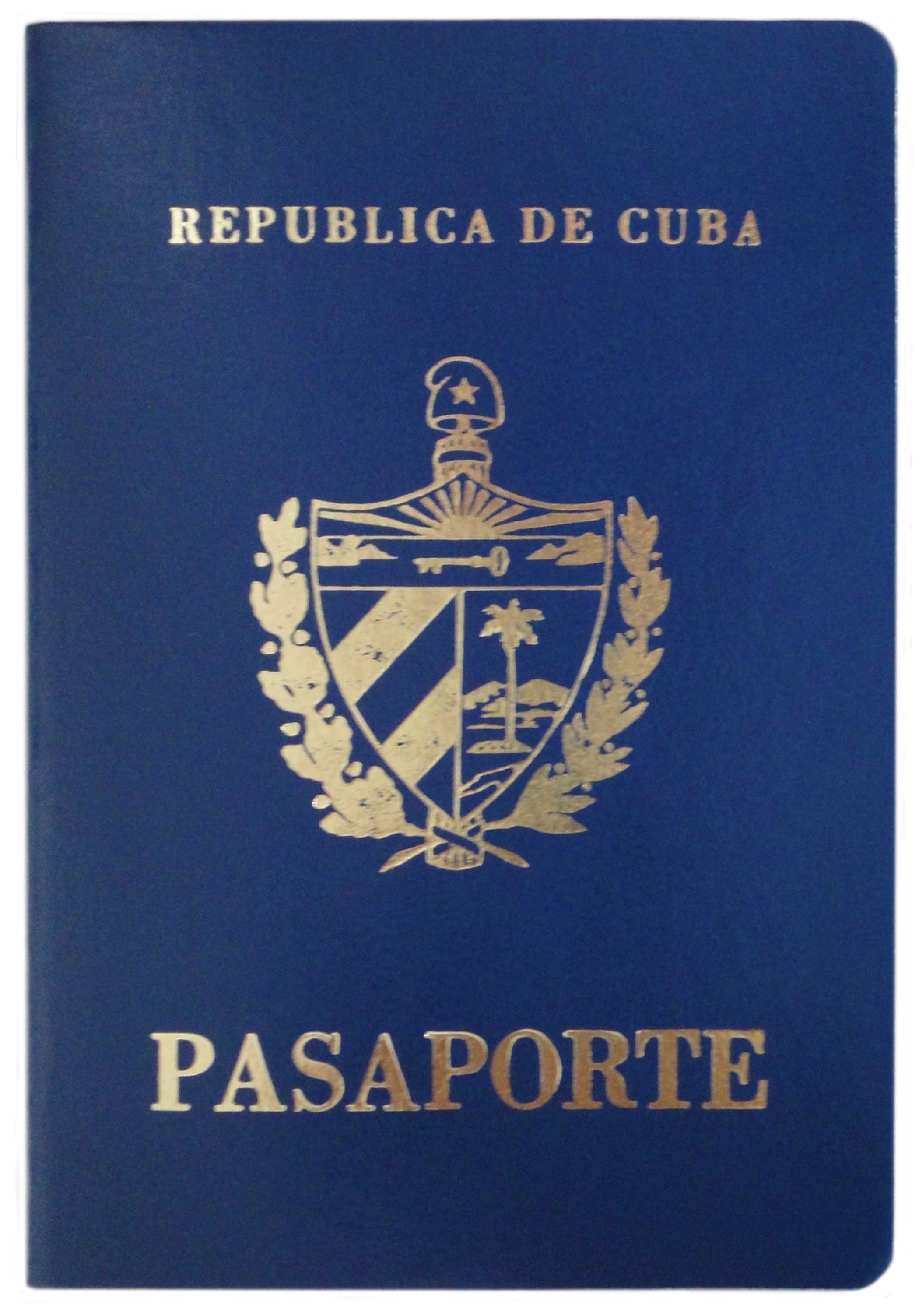
Современный кубинский паспорт
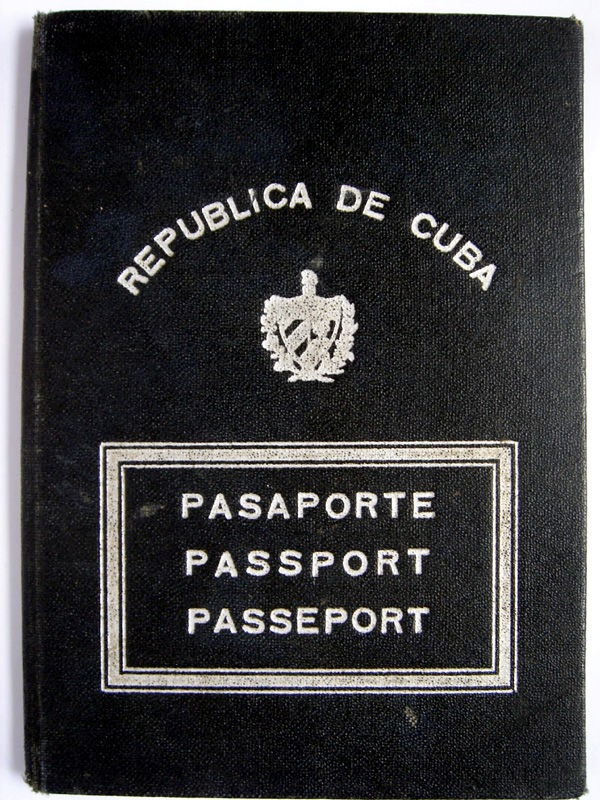
Кубинский паспорт образца 1942 года
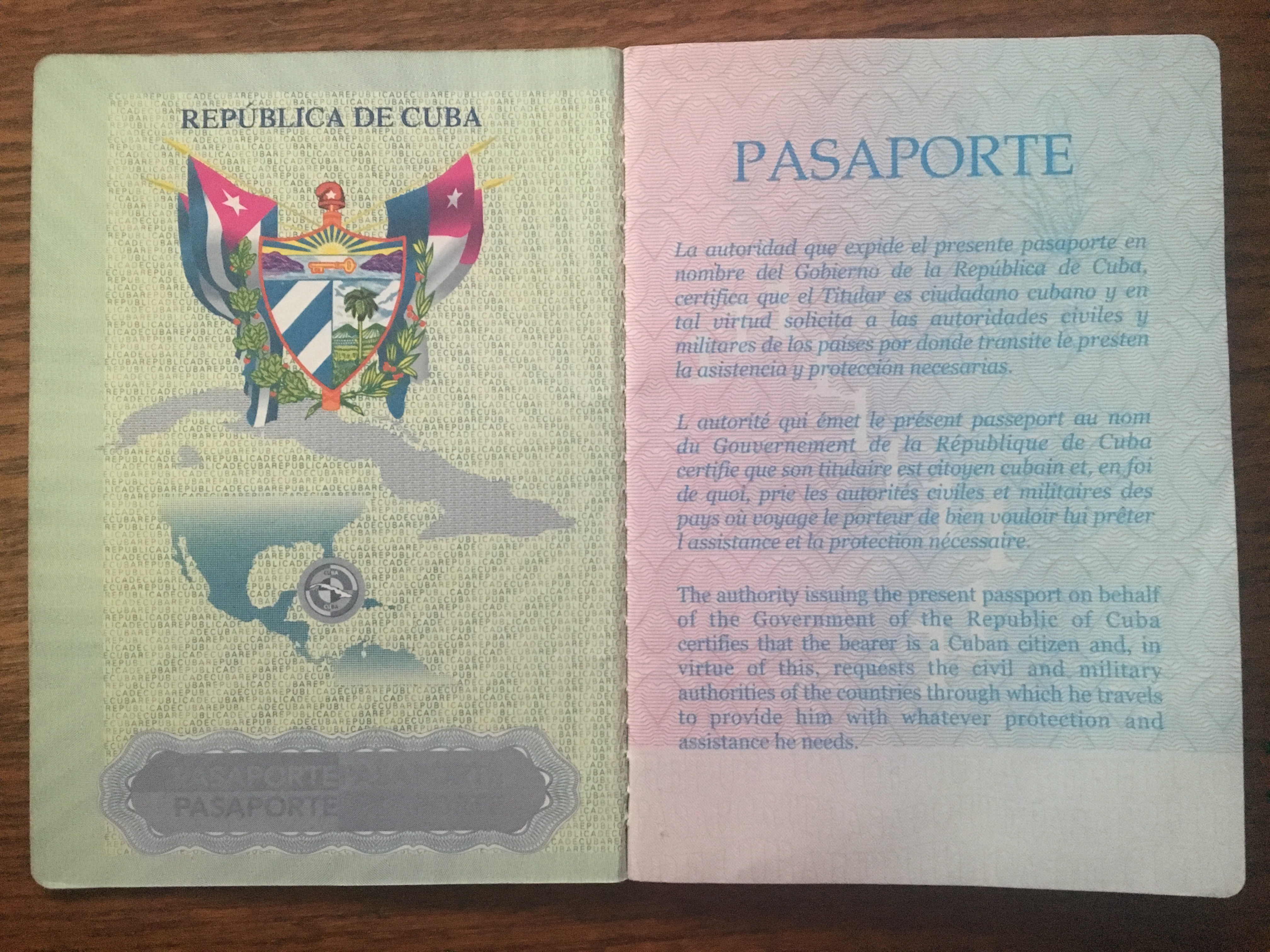
Первая страница современного кубинского паспорта
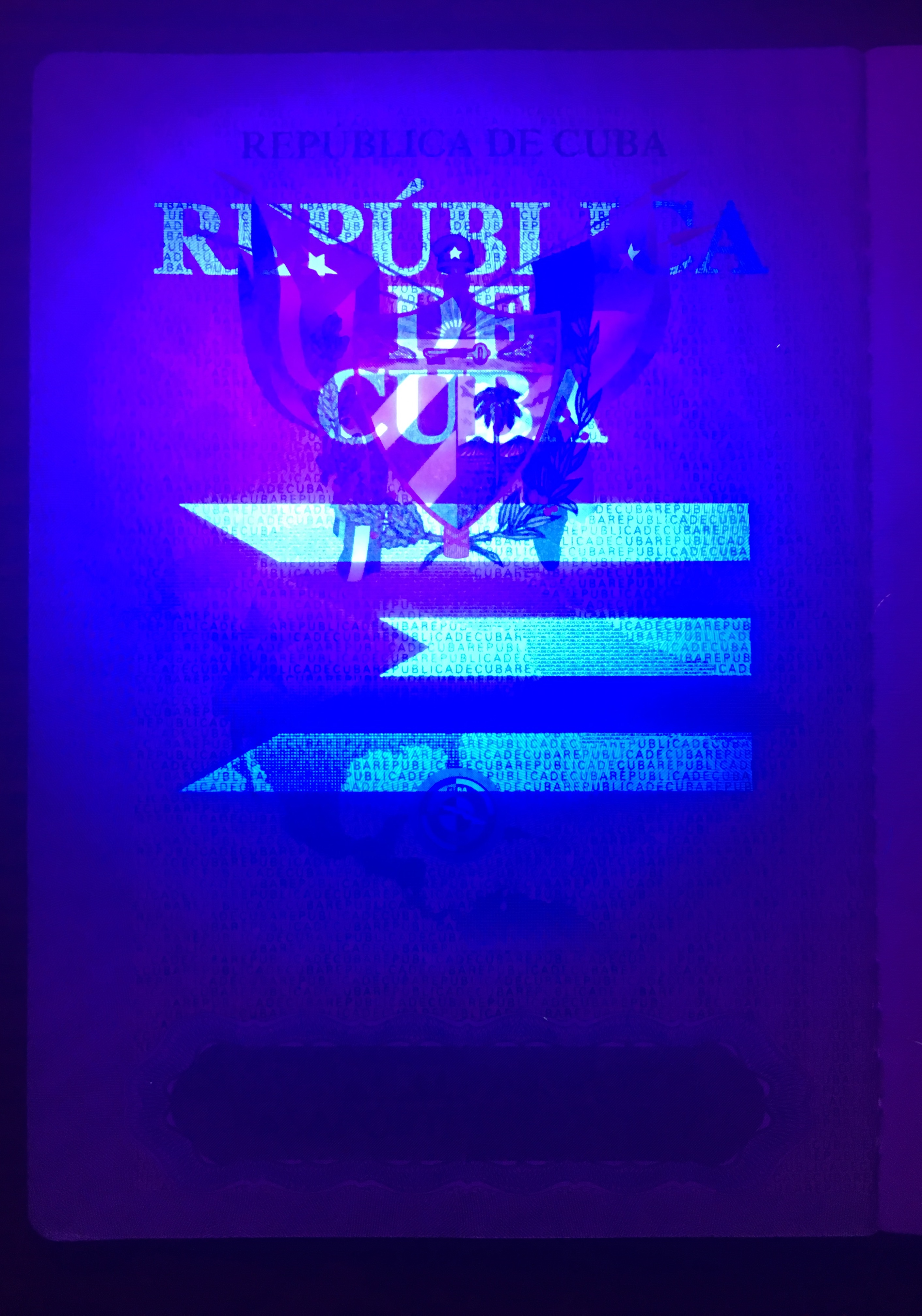
Форзац современного кубинского паспорта

## Интересные факты
- Человек, который имеет гражданство Кубы и живущий в США, должен за каждые два года платить по 500$ за паспорт[2]